# Psathyrostachys rupestris
Psathyrostachys rupestris là một loài thực vật có hoa trong họ Hòa thảo. Loài này được (Alex.) Nevski miêu tả khoa học đầu tiên năm 1934.